# Szyliny
Szyliny (Duits: Schillinnen; 1938-1945: Heidensee) is een plaats in het Poolse woiwodschap Ermland-Mazurië, gelegen in het district Gołdapski. De plaats maakt deel uit van de stad- en landgemeente Gołdap.